# Sue Harukata
Sue Harukata (japanisch 陶 晴賢; * 1521; † 1555) war ein japanischer Feldherr in der Sengoku-Zeit.

## Leben und Wirken

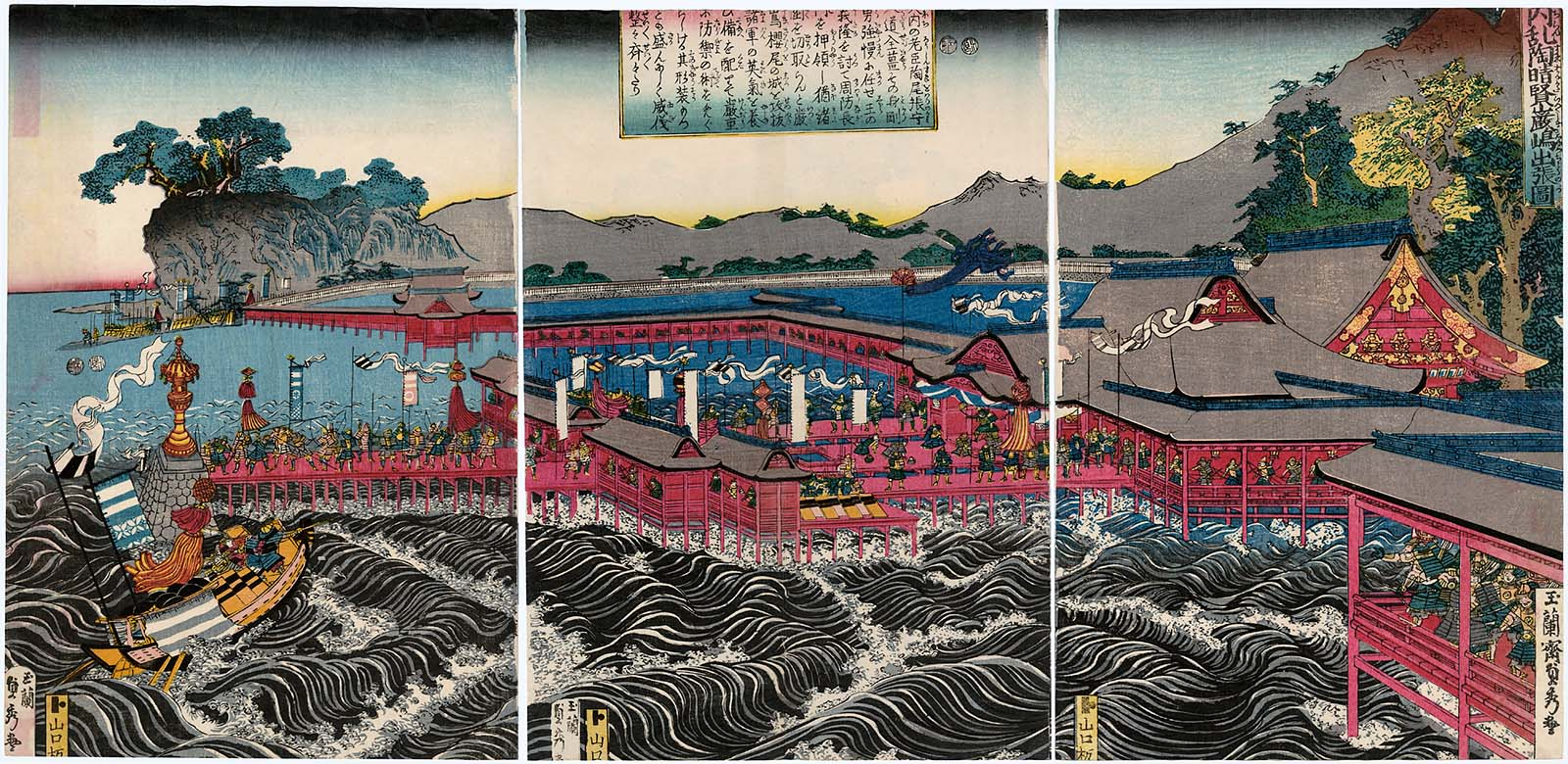
Fiktive Darstellung der Schlacht am Itsukushima-Schrein, Farbholzschnitt von Sadahide, um 1850

Sue Harukata stammte aus einer Familie, die seit der Muromachi-Zeit wichtige Vasallen der Ōuchi in Yamaguchi (Provinz Suō) stellten. Als dann Ōuchi Yoshitaka (1507–1551) Daimyō war, nahm er viele Hofadelige auf, die aus Kyōto vertrieben worden waren, worauf er sich vornehmlich mit Literatur und höfischen Vergnügen beschäftigte und sowohl sein Militär als auch die Verwaltung seiner Domänen vernachlässigte. Seine Vasallen, die Mōri, Naitō, Sue, Sugi machten ihn vergeblich darauf aufmerksam.
Daraufhin verließ Harukata im Jahr 1550 Yamaguchi und kehrte in seine eigene Domäne zurück. Dort versammelte er einige Truppen in seinen Burgen Tomita und Wakayama und bereitete einen Aufstand gegen seinen Herren vor. Im folgenden Jahr griff er Yoshitaka an und eroberte Yamaguchi. Yoshitaka floh nach Fukawa in der Provinz Nagato, wo er kurz darauf von den Aufständischen eingekesselt wurde und sich das Leben nahm.
Harutaka wählte darauf als Nachfolger den Bruder von Ōtomo Sōrin (大友宗麟, 1530–1587), der sich dann Ōuchi Yoshinaga (大内義長, 1532–1557) nannte und Harutaka, seinen Förderer, nach dessen Belieben regieren ließ. Einige der Vasallen verbündeten sich daraufhin gegen Harukata. Dieser belagerte Sagara Taketō (相良武任, 1498–1551) in seiner Burg Hanao, nahm ihn gefangen und richtete ihn hin. Er selbst wurde nun von Mōri Motonari (毛利元就,1497–1571) angegriffen und wurde in der Schlacht am Itsukushima-Schrein geschlagen, worauf er sich das Leben nahm.